# Bill Nicholson
William Edward Nicholson (Scarborough, North Yorkshire, 1919. január 26. – Hertfordshire, 2004. október 23.), angol válogatott labdarúgó, edző.
Az angol válogatott tagjaként részt vett az 1950-es világbajnokságon.

## Sikerei, díjai

### Játékosként
Tottenham
- Angol bajnok (1): 1950–51

### Edzőként
Tottenham
- Angol bajnok (1): 1960–61
- Angol kupa (3): 1960–61, 1961–62, 1966–67
- Angol szuperkupa (4): 1951, 1961, 1962, 1967
- Angol ligakupa (2): 1970–71, 1972–73
- UEFA-kupa (1): 1971–72
- Kupagyőztesek Európa-kupája (1): 1962–63